# Michael DiSalle

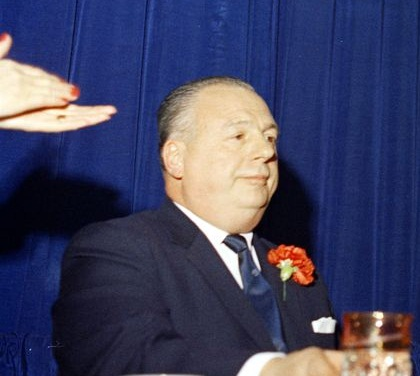
Michael DiSalle, 1962.

Michael Vincent DiSalle, född 6 januari 1908 i New York, New York, död 14 september 1981 i Pescara, Italien, var en amerikansk demokratisk politiker. Han var den 60:e guvernören i delstaten Ohio 1959-1963.
DiSalles föräldrar var italienska invandrare. Han var tre år gammal när familjen flyttade till Toledo, Ohio. Han avlade 1931 juristexamen vid Georgetown University. Han utmanade sittande kongressledamoten Homer A. Rainey i kongressvalet 1946 men förlorade valet. Han var borgmästare i Toledo 1948-1950.
DiSalle utmanade sittande senatorn John W. Bricker i senatsvalet 1952 utan framgång. Han förlorade sedan guvernörsvalet 1956 mot C. William O'Neill. Han besegrade O'Neill i guvernörsvalet 1958 och kandiderade 1962 till omval men förlorade mot Jim Rhodes. Hans bok Second Choice utkom 1966. Boken handlar om vicepresidentämbetets historia i USA. DiSalle stödde Ted Kennedy i demokraternas primärval inför presidentvalet i USA 1980.
DiSalle var katolik. Hans grav finns på Calvary Cemetery i Toledo, Ohio.